# Spirou (série télévisée d'animation)
Pour les articles homonymes, voir Spirou.
Spirou est une série télévisée d'animation franco-belge en 52 épisodes d'environ 24 minutes, créée d'après la bande dessinée Les Aventures de Spirou et Fantasio de Tome et Janry et diffusée au Québec à partir du 18 décembre 1993 sur Canal Famille,, puis en clair à partir du 7 septembre 1995 à Radio-Québec, et en France à partir du 23 décembre 1993 sur Canal J et du 7 septembre 1994 sur TF1.

## Synopsis
Les aventures de l'intrépide Spirou, accompagné de son ami reporter Fantasio et de son écureuil Spip.

## Distribution
- Vincent Ropion : Spirou
- Patrick Guillemin : Fantasio, Zénobe, voix additionnelles
- Pierre Baton : Pacôme de Champignac, Aurélien de Champignac (adulte), Fernando Senilla, Rice, Touame Touala
- Kelvine Dumour : Seccotine, Spip
- Martine Meirhaeghe : Cyanure, Pénélope
- Mario Santini : Vito Cortizone, José Moscatel, Professeur Van Brel, Kaloo-Long, Igor Raspoutnikoff (saison 1 - 2e voix)
- Gilbert Lévy : Rupert Von Schnabbel, Duplumier, Professeur McIntoosh, Basile De Koch, Moreno, Dupilon, Aborigène 1, voix additionnelles
- Claude Joseph : le maire de Champignac, Tarentulo, Yersèle, Inspecteur Degloire, Professeur Sushiyaka, Alexandre Epharète, voix additionnelles (saison 1)
- Michel Modo : le maire de Champignac , Tarentulo, Inspecteur Degloire, Professeur Sushiyaka, Alexandre Epharète, voix additionnelles (saison 2)
- Claude Nicot : Yvon Caténaire (saison 1)
- Pierre Tessier : Orangis, Alim, Professeur Vouh-Vla Ravih, Frank (saison 2)
- Richard Darbois : Igor Raspoutnikoff (saison 1 - 1re voix)
- Maël Davan-Soulas : Aurélien de Champignac (enfant), Aborigène 2, voix additionnelles (saison 2)
- Jean-Louis Faure : Frank (saison 1)
- Bruno Devoldère : Igor Raspoutnikoff (saison 2)
- Philippe Peythieu : John Héléna, Aborigène 2, voix additionnelles (saison 1)
- Igor de Savitch : Yersèle (saison 2)
- Michel Tugot-Doris : Yvon Caténaire (saison 2)
- Nathalie Spitzer, Amélie Morin, Michel Elias, Georges Caudron, Gabriel Le Doze, Patrice Dozier, Bertrand Liebert, Danièle Hazan, Michel Dodane, Luc Florian, Edgar Givry, Jean-Pierre Leroux, Jean-Jacques Nervest, Roger Lumont, Pierre-François Pistorio, Liliane Gaudet, Pascal Renwick : voix additionnelles

- Version originale
  - Studio d'enregistrement : Mediadub International (saison 1) puis Karina Films (saison 2)
  - Direction artistique : Claude Joseph (saison 1), Claudio Ventura (saison 2[3])
  - Générique : Paul Ada

 Source et légende : version française (VF) sur RS Doublage

## Personnages
- Spirou : Reporter aimant l'aventure, les scoops et ses amis. Courageux, il est toujours à l'affût de nouveaux défis à relever, que ce soit pour des scoops ou pour sauver le monde.

- Fantasio : Meilleur ami de Spirou, Fantasio est aussi reporter. Il se dispute souvent la vedette avec Seccotine, une jeune journaliste très ambitieuse. Son sens de l'humour et sa bonne humeur en font un compagnon idéal pour Spirou.

- Spip : L'écureuil malicieux qui accompagne toujours Spirou et Fantasio. En bon compagnon, il fait de son mieux pour les aider lors de leurs aventures. Mais il aime aussi se reposer et déguster quelques noisettes. Sa gourmandise peut emmener à de bien grandes aventures...

- Le comte de Champignac : Scientifique reconnu à travers le monde, le comte de Champignac est l'ami de Spirou et Fantasio. Ses inventions leur sont souvent d'un grand renfort.

- Seccotine : En bon reporter et concurrente de Fantasio, cette blonde intrépide est prête à tout pour un scoop. Il arrive tout de même qu'elle fasse équipe avec Spirou et Fantasio...

- Vito Cortizone : Don Vito Cortizone, archétype du parrain mafieux, est un méchant récurrent des aventures de Spirou. Il se distingue par une intelligence limitée, ainsi que par une malchance incroyable qui lui vaut d'être surnommé « Vito la déveine ».

- Von Schnabbel : Acolyte allemand de Don Vito Cortizone. Il n’a qu’une confiance relative envers ce dernier toujours prêt à le trahir.

- Cyanure : Cyanure est une super-androïde crée par le chef de gare Caténaire. Elle possède d'étonnants pouvoirs, comme celui de transvaser son intelligence artificielle d'un appareil électronique à un autre, ou de contrôler tout appareil électrique. Elle veut se servir de ces fonctions pour organiser une révolte des machines sur les humains. Cyanure fonctionne à l'énergie solaire, qu'elle capte par ses cheveux, et stocke dans un accumulateur situé au niveau de son postérieur pour tenir la nuit.

## Fiche technique
- Réalisation : Michel Gauthier, Pino Van Lamsweerde, Michel Lemire (Studio Pixibox)
- Scénario : Pascal Lavoie, Marie-France Landry, François Boulay, Michel Haillard, Patrick Regnard, Pascal Mirleau et Philippe Terrail
- Décors : Zaza Musy, Zyk, Matthieu Venant
- Musique : Ralph Bénatar, Bruno Bontempelli et Jean Gaucher
- Production : Marie-Pierre Jeunet
- Sociétés de production : Dupuis Audiovisuel, TF1 et CinéGroupe[5]
- Pays d'origine : France, Belgique et Canada
- Durée : 24 minutes
- Générique : Rêver d'aventures interprété par Paul Ada et écrit par Philippe Lafontaine. Musique de Ralph Benatar.
- Doublage : Mediadub International. Sous la direction de Claude Joseph.

## Épisodes
Note : la liste des épisodes de la seconde saison ne respecte pas la chronologie de la production; celle de la première saison correspond à la liste des épisodes de la chaîne officielle du dessin animé sur YouTube.

### Première saison (1993)
1. Virus
2. Qui arrêtera Cyanure ?
3. Capricieuse Pénélope
4. Aventure en Australie
5. Un amour de Cyanure
6. Le mystère de la bio-bulle
7. L'île aux pirates
8. Spirou dans la course
9. L'Horloger de la comète
10. La croix d'Isis
11. Fossilandia
12. La Vallée des bannis
13. Le trésor de Vito
14. La forêt perdue
15. Le yéti se rebiffe
16. Vito la chance
17. Les jouets de Cyanure
18. Le Prince de Mandarine
19. L'étrange docteur Dean
20. La vengeance des statues
21. Le train
22. L'île du joueur fou
23. Micmac à Champignac
24. Le bal des éléphants
25. La forteresse de l'oubli
26. Le mangeur d'ondes

### Deuxième saison (1995)
1. L'or des Champignac
2. Le chevalier au dragon
3. Les disparus de Mesa-Diablo
4. Tabou à Uhuvéha
5. Opération trèfle vert
6. L'énigme du Machtou Taychou
7. Le temple fantôme
8. Les larmes de l'opossum
9. Les orgues de glace
10. La 5ème main de Pâhtândjâhvel
11. Mission Mycomousse
12. La biobulle ne répond plus
13. Privé de désert
14. Vito la Déveine
15. L'incroyable Burp
16. Alerte aux étoiles bleues
17. Panique chez les Nippons
18. L'ambre d'or des Kézacos
19. Le monstre du Kanvala Bobo
20. La mémoire des Skamotes
21. Sortilège sur Champignac
22. Le Rayon noir
23. Opération Saute mouton
24. Cédez à Cidee
25. Série noire pour toiles blanches
26. Les évadés d'Al Trépass

## Production
Aux côtés des adaptations des albums et récits de Tome et Janry, l'essentiel de la série est composé de scénarios originaux, signés Philippe Tome, Bernard Ciavolli, Luc Pawtolsky, Michel Haillard et Patrick Régnard, Catherine Cuenca et Marine Locatelli entre autres. Les personnages de Cyanure, son créateur Caténaire ou Vito La Déveine y sont fréquemment utilisés.
Une seconde série animée, graphiquement moins directement inspirée des différents auteurs, est diffusée en 2006, sur M6 et Canal J. Aucun comédien de doublage de la série de 1992 n'y a repris son rôle, mais Vincent Ropion fut rappelé pour le rôle de Spirou lors de la phase test du doublage, avant d'être finalement remplacé par Laurent Vernin.

## Distinctions
- Prix Gémeaux 1996 : meilleure émission ou série d'animation[réf. nécessaire]
- Prix Gémeaux 1997 : meilleure émission ou série d'animation[réf. nécessaire]